# 狀元糕 (台灣)

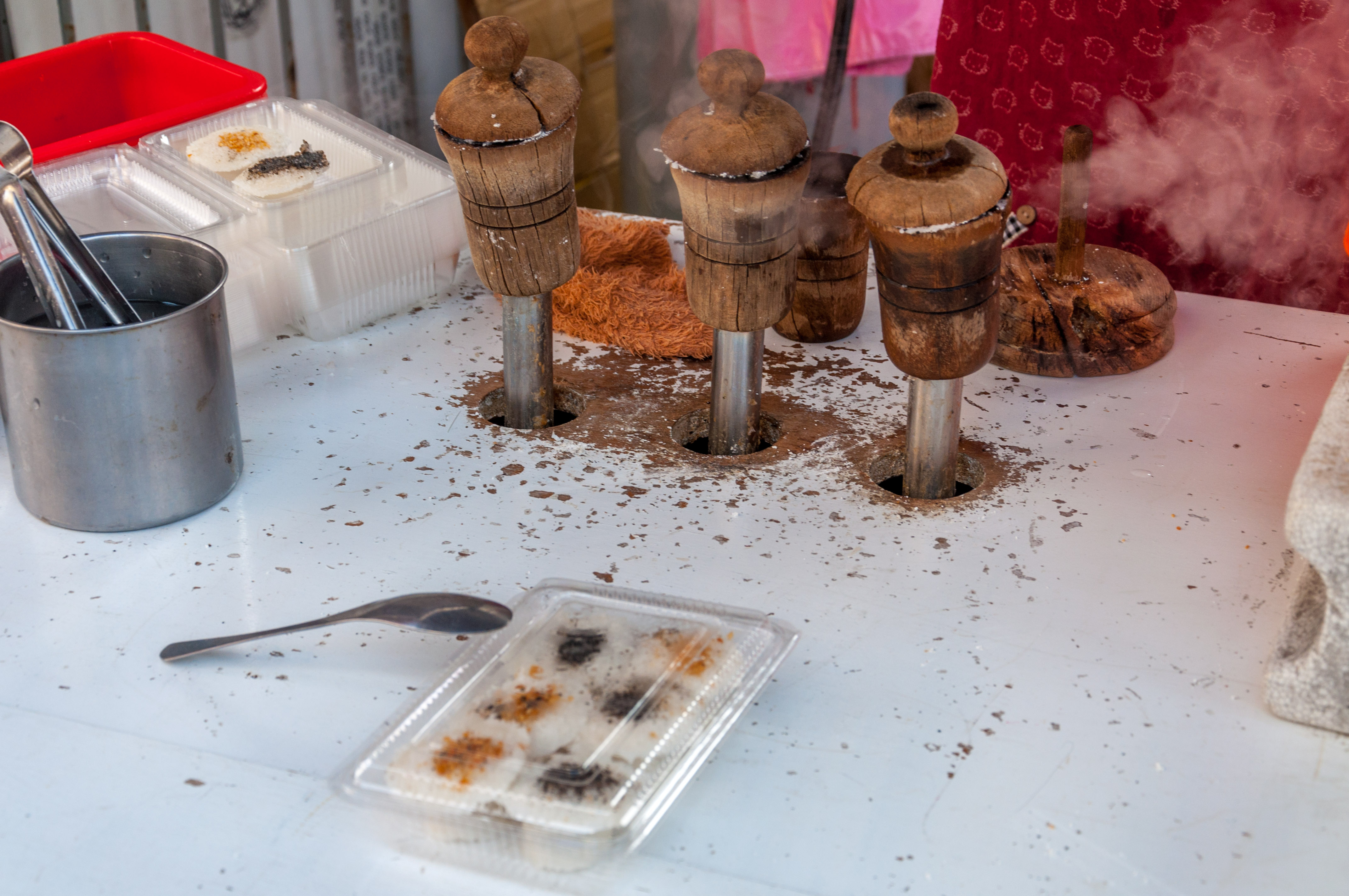
下方盒內為狀元糕，黑色為芝麻口味，橘色為花生；後方為狀元糕蒸煮器具

狀元糕，台灣小吃之一，因其外型似古代新科狀元所戴帽子，而得稱。由於名字蘊含吉利祝福之意，許多考生在考試前都會買來吃。

## 製法
先將糯米製成糯米粉，放到特製的木頭模具中鋪底，再加入內層餡料（多以花生粉或是芝麻粉為主），最後在上面撲上一層粿粉和一層內餡粉，放進蒸籠中，待狀元糕蒸熟成形之後，即可取出食用（不過冷卻後口感更佳）。